# Pici
Pici é um bairro da zona oeste de Fortaleza. É conhecido por abrigar o Campus do Pici, maior campus universitário da cidade, pertencente à Universidade Federal do Ceará, que ocupa cerca de 50% da área do bairro. O nome do bairro também é utilizado em metonímia à sede do Fortaleza Esporte Clube, haja vista situar-se no bairro, desde 1957, o Centro de Excelência Alcides Santos, onde está instalada a diretoria do clube.
O nome Pici vem do nome do centenário Sítio do Pici, às margens do Riacho Cachoeirinha, que foi propriedade do pai da escritora Rachel de Queiroz. Num passado recente foi um bairro bem maior e boa parte das terras pertencia à Santa Casa de Misericórdia de Fortaleza e à Legião Maçônica de Fortaleza.
Em 1941 a paisagem do bairro sofre uma grande alteração, pois começaram as obras de construção da pista de pouso da Base Americana em Fortaleza ou Base do Pici, que seria concluída em março de 1942. E depois com a construção de uma longa avenida (atualmente Avenida Caneiro de Mendonça), que serviu como via de ligação entre esta Base e a 2ª Base Americana em Fortaleza, a chamada Base do Cocorote (atual Aeroporto Pinto Martins). A pista de pouso do Pici foi utilizada até o ano de 1944 e, sobre esta, nos anos 1990 foi construída a comunidade do Pantanal, que foi um projeto de mutirão habitacional da Prefeitura Municipal de Fortaleza.
Da época da Base Áerea Americana ainda existem algumas construções e galpões que são usadas pela Companhia de Água e Esgoto do Ceará-Cagece e pela UFC.

## Pontos turísticos
- Campus do Pici da UFC
- Centro Excelência Alcides Santos
- Parque Ambiental Ecopoint

## Principais Ruas e Avenidas
- Rua Planalto do Pici
- Rua Alagoas
- Rua Humberto Monte
- Avenida Carneiro de Mendonça
- Rua Pernambuco
- Avenida Senador Fernandes Távora
- Avenida Mister Hull
- Rua Abílio Farias
- Rua iguatu (da Dona Maria dos pratim)